# Tp6
Tp6 – oznaczenie na Polskich Kolejach Państwowych parowozu towarowego CzW/G (CzWG, ros. ЧВГ), budowanego w Niemczech od 1895 roku dla Kolei Warszawsko-Wiedeńskiej. Miał on układ osi D i silnik bliźniaczy na parę nasyconą.

## Historia
Do końca XIX wieku Kolej Warszawsko-Wiedeńska, pomimo znajdowania się na terytorium Cesarstwa Rosyjskiego, używała lokomotyw kupowanych w Europie Zachodniej. Między innymi, od 1895 używano czteroosiowych parowozów towarowych produkowanych przez Hanomag w Hanowerze, z silnikami na parę nasyconą. Po 1912 roku otrzymały one rosyjskie ujednolicone oznaczenie serii CzWG (ЧВГ), z tego Cz oznaczało parowóz z czterema osiami wiązanymi (ros. czetyriechosnyj), W – model dla kolei Warszawsko-Wiedeńskiej, a G w indeksie dolnym – pochodzenie (Giermania – Niemcy).
Lokomotywy CzW/G produkowano w wersjach z silnikiem bliźniaczym (późniejsze Tp6) lub z silnikiem sprzężonym (późniejsze Tp7), a od 1904 roku ich produkcja w wersji z silnikiem sprzężonym rozpoczęta została w zakładach w Charkowie (CzW/Ch, późniejsze Tp108).
Po I wojnie światowej Polskie Koleje Państwowe posiadały 6 parowozów serii CzWG z silnikiem bliźniaczym, która otrzymała następnie oznaczenie serii według polskiego systemu oznaczeń Tp6 (zaliczona do lokomotyw pochodzenia pruskiego). Według źródeł niemieckich jednak istniał parowóz o numerze Tp6-8, co wskazywałoby na większą ich liczbę.
Po wybuchu II wojny światowej, przynajmniej jeden parowóz (Tp6-8) został przejęty przez Niemców, którzy wcielili go do służby, zaliczając do serii BR 5561, z numerem 55 6101.
Po II wojnie światowej nie było już na PKP tej serii.